# Hjalgrím Elttør
Hjalgrím Elttør (Klaksvík, 3 marzo 1983) è un ex calciatore faroese, di ruolo centrocampista.

## Palmarès

### Club

#### Competizioni nazionali
- Formuladeildin: 1

NSÍ Runavík: 2007